# Ualabi de cua ungulada de mitja lluna
El ualabi de cua ungulada de mitja lluna (Onychogalea lunata) és una espècie extinta de metateri del gènere dels ualabis de cua ungulada (Onychogalea). Solia viure als matollars del centre d'Austràlia. Fou observat per última vegada a la dècada del 1940. Si se sentia amenaçat, s'amagava dins un forat en un arbre.
Tenia la part superior del cos de color gris cendrós, els flancs i les espatlles de color taronjos i la part inferior blanca. Tenia una ratlla blanca que anava de les espatlles al pit i una altra que anava dels genolls al maluc. També tenia ratlles fosques a sobre la boca. Tenia la cua grisa amb alguns pèls llargs i negres. Mesurava 370-510 mm de llargada, amb una cua de 150-330 mm. Pesava uns 3,5 kg.